# Astronauts Gone Wild
Astronauts Gone Wild: An Investigation Into the Authenticity of the Moon Landings  es un documental de 2004 producido y dirigido por Bart Sibrel, un director de cine con sede en Nashville, Tennessee, que afirma que los alunizajes en los años sesenta y setenta fueron elaborados engaños. Sibrel hizo este video como seguimiento de su filme de 2001 Algo raro sucedió en el viaje a la luna que acusa a la NASA de falsificar la fotografía de la misión Apolo 11. El título de la presentación es un juego de palabras sobre la serie Girls Gone Wild.

## Encuentros con astronautas
En Astronauts Gone Wild, Sibrel confronta a nueve astronautas del Programa Apolo y les pide que hagan un juramento, sobre una Biblia, de que viajaron a la Luna y regresaron.

### Buzz Aldrin
El primer encuentro de Sibrel es con el miembro de la tripulación del Apolo 11, Buzz Aldrin. Dentro de una habitación de la oficina, Sibrel muestra a Aldrin su metraje "secreto", que según Sibrel le fue enviado por error de la NASA. Según Sibrel, este metraje muestra a la tripulación amañando una instantánea dentro de su nave espacial para aparentar estar a medio camino de la Luna, cuando en realidad se encontraban en la órbita de la Tierra e intentaban engañar al mundo.Aldrin rechaza los argumentos de Sibrel y dice: "Fuimos a la Luna, no engañamos a nadie". Más adelante en el video, Sibrel confronta a Aldrin en otra ocasión, esta vez en septiembre de 2002 en Beverly Hills, California. El confrontacional director pide que lo jure sobre la Biblia. El astronauta se niega y hace todo lo posible para alejarse de Sibrel, que sigue a Aldrin y lo llama "un cobarde, un mentiroso y un ladrón". Aldrin luego le golpea (visualmente descrito como un derechazo) a Sibrel en la cámara. Este incidente, que llegó a los titulares internacionales en ese momento, es la respuesta más conocida que recibió de uno de los astronautas del Apolo sobre su creencia de conspiración. En una entrevista de radio, Sibrel afirmó que se culpa a sí mismo por haber provocado que Aldrin lo golpeara. Afirma haber enviado a Aldrin una carta de disculpa.

### Otros astronautas
Como se muestra en el video, Sibrel también pudo entrevistar a los astronautas Alan Bean, Eugene Cernan y Edgar Mitchell sobre el programa Apolo. Bean, por ejemplo, afirma que las pruebas completas del cohete Saturno V acortaron meses del calendario y fue un impulso para llegar a la Luna antes del final de la década. Cernan describe un experimento en su misión a la Luna, el Apolo 17, que fue específicamente diseñado para estudiar la radiación de los Cinturones de Van Allen. Las entrevistas terminan con la solicitud de jurar en la Biblia de Sibrel. Les pide que "juren y afirmen, bajo pena de condenación eterna, perjurio y traición", que los astronautas realmente fueron a la Luna. Cernan y Mitchell testifican que efectivamente caminaron sobre la Luna, tomando todo el juramento cuando Sibrel se lo dice. Alan Bean también está dispuesto a jurar sobre la Biblia de Sibrel, aunque Sibrel lo muestra como poco dispuesto a jurar bajo pena de traición.
Más tarde, Mitchell tuvo lo siguiente que decir sobre su encuentro: "Sibrel accedió a mi casa con credenciales falsas de History Channel para una entrevista. Después de unos 3-4 minutos, sacó el tema de la Biblia. Al darme cuenta de quién era, me mantuve lo suficientemente sereno como para jurar sobre su Biblia, luego terminé la entrevista y le eché de la casa, con una bota en su trasero."
Los otros astronautas que Sibrel afronta son Michael Collins, Alfred Worden, Bill Anders, John Young y Neil Armstrong. Sibrel no organizó entrevistas formales con ninguno de estos hombres, sino que los acosaba en eventos públicos para hacer su petición de la Biblia. En su mayor parte, estos astronautas hacen lo mejor que pueden para evitarlo tan pronto como descubren que él apoya la teoría de la conspiración. Se enfrenta a Armstrong en una reunión de accionistas en la ciudad de Nueva York. Durante las entrevistas para la biografía, con respecto a los reclamos de engaño, Armstrong dijo: "No me molesta. Todo pasará al tiempo". El comandante del Apolo 11 se negó a aceptar sus demandas y dijo: "Señor Sibrel, usted no merece respuestas". Mientras tanto, Worden le dice a Sibrel que sus afirmaciones de una misión falsificada son "totalmente absurdas". Él dice que no tiene ningún problema en jurar sobre la Biblia de su viaje a la Luna, pero que no siente que deba hacerlo.